# Hunorka
A Hunorka török → magyar eredetű női név, mely az onogur (hun) népnévből származik. Férfi párja: Hunor.

## Gyakorisága
Az 1990-es években nem lehetett anyakönyvezni a 2000-es években nem szerepel a 100 leggyakoribb női név között.

## Névnapok
- április 24.[4]
- szeptember 10.[4]
- szeptember 30.[4]

## Külső hivatkozások
- Az MTA Nyelvtudományi Intézete által anyakönyvi bejegyzésre alkalmasnak minősített utónevek jegyzéke